# Reinholdellinae
Reinholdellinae es una subfamilia de foraminíferos bentónicos de la familia Ceratobuliminidae, de la superfamilia Ceratobuliminoidea, del suborden Robertinina y del orden Robertinida. Su rango cronoestratigráfico abarca desde el Pliensbachiense (Jurásico inferior) hasta el Aptiense (Cretácico inferior).

## Clasificación
Reinholdellinae incluye a los siguientes géneros:
- Chalilovella †
- Lamarckella †
- Pseudolamarckina †
- Pseudosiphoninella †
- Reinholdella †

Otro género considerado en Reinholdellinae es:
- Valanginella †, aceptado como Reinholdella